# Middle Rasen
Middle Rasen is een civil parish in het bestuurlijke gebied West Lindsey, in het Engelse graafschap Lincolnshire. In 2001 telde het civil parish 1319 inwoners. Middle Rasen komt in het Domesday Book (1086) samen met West Rasen en Market Rasen voor als Rasa. Met 144 huishoudens en 121 hectare boerenland gold het destijds als een zeer grote heerlijkheid.